# Olaus Magnus

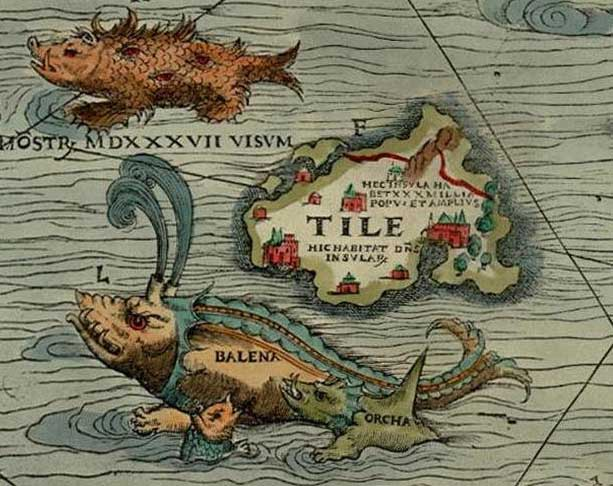
Carte de l'île mythique de Thulé par Olaus Magnus

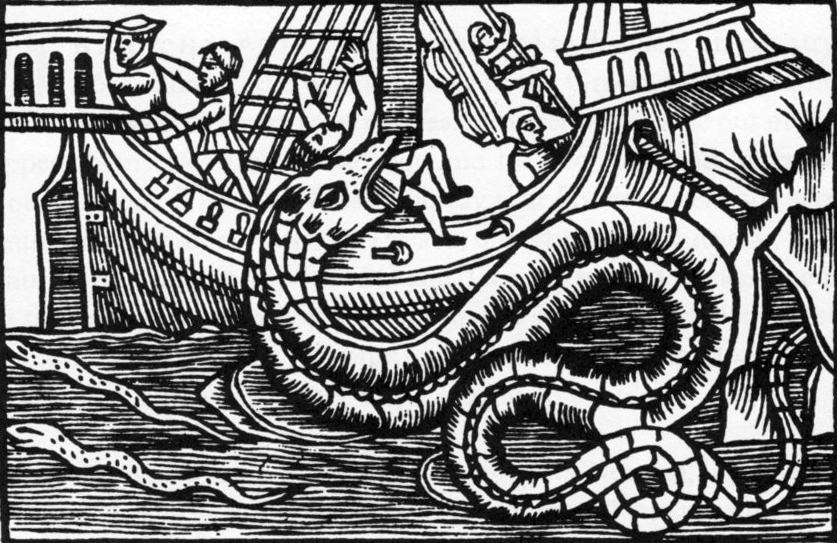
Serpent de mer, illustration de lHistoria de Gentibus Septentrionalibus

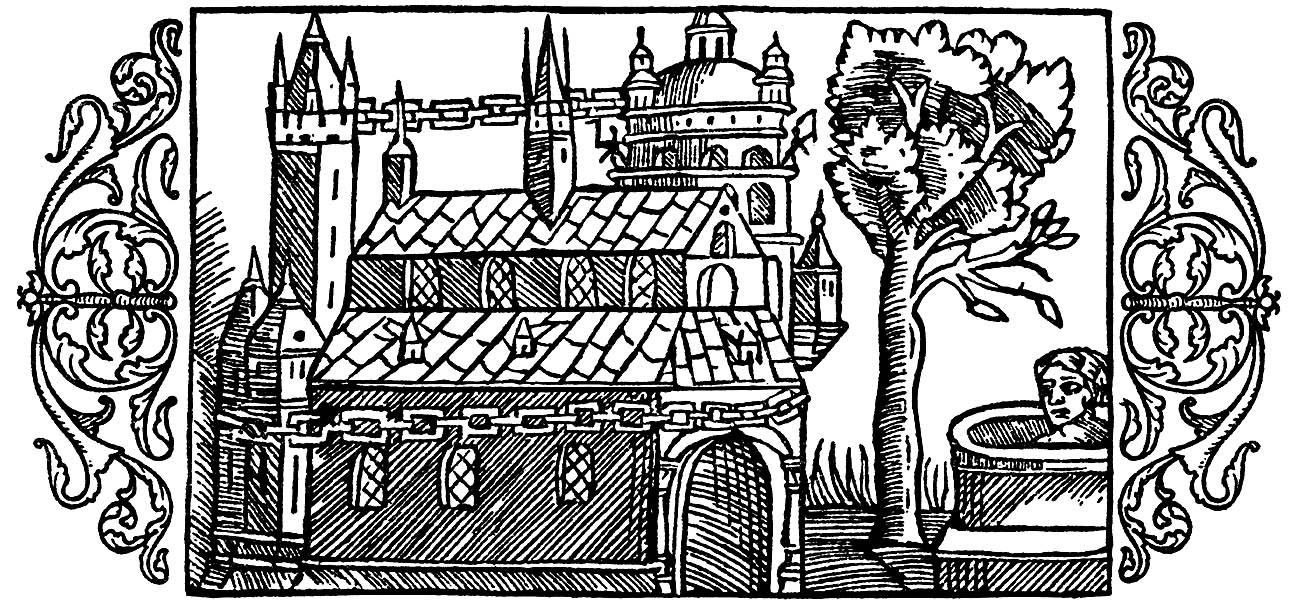
Gravure sur bois représentant le Temple d'Uppsala tel que décrit par Adam de Brême avec la chaîne d'or autour du temple, le puits et l'arbre réalisé en 1555 par
Olaus Magnus, Historia de Gentibus Septentrionalibus

Olaus Magnus, de son vrai nom Olof Månsson, né en 1490 à Linköping dans la province d'Östergötland et mort le 1er août 1557 à Rome, est un religieux, écrivain et cartographe suédois. 

## Biographie
Il est né de parents aisés et s'orienta dans la religion à travers des études qu'il fit à Rostock. Il était archidiacre de la cathédrale de Strängnäs lorsque la Réforme fut prêchée en Suède. Aussi attaché au catholicisme que son frère Jean Magnus, archevêque d'Uppsala, ils furent contraints de quitter la Suède et se retirèrent à Rome. À la mort de Jean, le pape conféra à Olaus l'archevêché d'Uppsala le 4 juin 1544, mais il ne put prendre possession de cette dignité, ni de celle de chanoine de la cathédrale de Posen, qui lui avait été promise par Sigismond Ier, roi de Pologne. Olaus passa ses dernières années dans le monastère de Sainte-Brigitte, à Rome, subsistant d'un petit revenu que le pape lui avait assigné. Il mourut et fut enterré à côté de son frère dans l'église du Vatican.

### Au service du roi de Suède
Les frères Magnus ont démarré leur carrière ensemble au service de Gustave Ier Vasa . Lorsqu'Olaus était archidiacre en Suède, il eut l'occasion de faire une tournée d'inspection dans les provinces septentrionales de la Suède. Olaus Magnus a voyagé entre la Norvège et la Suède en 1518- 1519, à Trondheim, où il a côtoyé les informateurs de Jacob Ziegler, un autre cartographe qui lui fut contemporain. 
Dans les années 1520, le cartographe germanique Jacob Ziegler a été invité par Gustave Vasa pour enseigner les mathématiques. Entre 1521 et 1525, Jacob Ziegler était à Rome. Il y aurait rencontré Johannes Magnus, le frère d’Olaus Magnus. Olaus Magnus et Jacob Ziegler se sont donc échangé des informations par l’intermédiaire de Johannes sans qu’il n’y ait de preuves qu’ils se soient rencontrés directement. 
Entre 1524 et 1530, de nombreuses missions d'ambassade ont envoyé Olaus Magnus en Pologne, aux Pays-Bas, puis à Lübeck et à Rome, d’abord pour les intérêts de Gustav Vasa et ensuite pour éloigner les frères Magnus du pouvoir suédois afin de faciliter la cassure avec la Papauté. Les Magnus ont ensuite tenté de remettre la Suède dans l'orbite papale à Rome, affirmant qu’historiquement la Suède était l’alliée de Rome. 
En 1527, Olaus Magnus était en mission pour Gustave Vasa afin de convenir d'un accord de commerce entre les Pays-Bas et la Suède. Il prend alors connaissance d’une carte de la Baltique aujourd’hui disparue qui aurait été produite par Jan de Beeldnijder à Amsterdam en 1526, ce qui l’a inspiré pour réaliser sa carte.

### Le temps de l'exil
En 1527, la Réforme atteint la Suède et Gustav Vasa y prête une oreille attentionnée, si bien qu’il s’y convertit dans la fin de la décennie 1520. En 1530, les frères Magnus s’exilent en Pologne après que leurs biens ont été saisis dans le cadre des opérations maritimes de Gustav Vasa qui cherchait à prendre le contrôle de la Baltique. Au printemps 1537, ils partent de Danzig vers Mantoue, puis atteignent Rome en octobre. Ils y restent jusqu’au 23 avril 1538, puis partent vers Vicence. Olaus Magnus est ensuite parti à Venise entre 1538 et 1539. 
Alors qu’il est en exil à Venise, et voulant susciter au Vatican un intérêt pour son pays, dans le but qu'on l'aide à y réinstaurer le catholicisme qui en disparaissait à la suite de la Réforme, il dressa une remarquable carte des pays du Nord, sa fameuse Carta Marina. 
Olaus Magnus a alors tenté à la fois de protéger l'image de la Suède face aux Danois et face au renouveau de la méfiance des Occidentaux face aux Nordiques due à l'adoption scandinave du luthéranisme. Olaus Magnus était hébergé par Girolamo Quirini, patriarche de Venise à qui il dédie sa carte. Il nourrit alors un fort ressentiment face à son ancien patron Gustav Vasa, considérant que ce dernier a toujours besoin de lui et l’a exproprié injustement.
Il consacra le reste de sa vie à la rédaction d'une monumentale Historia de gentibus septentrionalibus, ou Description des pays du Nord, qui fut, dans la seconde moitié du XVIe siècle, le principal ouvrage de référence concernant les pays scandinaves. Le livre, qu'il imprima lui-même à Rome, en 1555, comporte plusieurs centaines de gravures sur bois d'un très grand intérêt documentaire et artistique.
Tout au long de sa vie, il avait nourri un projet patriotique de promotion du Nord de l'Europe au sein d'une entité supranationale chrétienne, et de dissocier l'image de la barbarie de celle de sa région. Dans ses notes autobiographiques, Magnus avouait sa volonté de faire de ses travaux des objets militants pour l'Eglise Catholique.

## Écrits

### Présentation générale
- Carta Marina et descriptio septemtrionalium terrarum ac mirabilium rerum in eis contentarum diligentissime elaborata anno Domini 1539
- Historia de Gentibus Septentrionalibus, earumque diversis statibus, conditionibus, moribus, ritibus, superstitionibus, disciplinis, exercitiis, regimine, victu, bellis, structuris, instrumentis, ac mineris metallicis, & rebus mirabilibus, necnon universis penè animalibus in Septentrione degentibus, eorumque natura Romae 1555

Les autres éditions ne sont que des extraits, de même que la version française, Paris, 1561, in-8°, et l'abrégé latin donné par Scribonius, Anvers, 1562. 
Une monumentale traduction suédoise de l'ouvrage - accompagnée d'un commentaire et de notes extrêmement fouillées dues au Professeur J. Granlund  - a été établie entre 1909 et 1951 par la  Michaelisgillet de Stockholm, et publiée chez Gidlunds en quatre volumes. Il en existe aussi une traduction anglaise annotée, en trois volumes, éditée par E.Foote entre 1996 et 1998  sous le patronage de la Hakluyt Society de Londres. En ce qui concerne la langue française, quelques extraits  du livre ont été inscrits au catalogue des éditions Les Belles Lettres en 2004.
En mars 2023, la maison d'édition Droz publie une traduction intégrale en trois volumes intitulée "Description des peuples du Nord". Les deux premiers volumes contiennent la traduction en français de l'original latin réalisée par Jean-Baptiste Brunet-Jailly, ainsi que la traduction du suédois du commentaire réalisé par John Granlund. Le troisième volume, quant à lui, contient la bibliographie ainsi que la reproduction en fac-similé de la Carta Marina.

### LaCarta Marina
Olaus Magnus a réalisé sa Carta Marina entre 1527 et 1539, alors qu’il est à Venise sous le patronat de Girolamo Quirini à qui il dédie la carte. Il l’avait nommée initialement Carta Gothica mais a ensuite modifié le nom en Carta Marina et descriptio septemtrionalium terrarum ac mirabilium rerum in eis contentarum diligentissime elaborata anno Domini 1539 (Carte marine et description des terres septentrionales et des merveilles qu'elles contiennent, soigneusement élaborée en l'an du Seigneur 1539). La Carta Marina est gravée dans 9 blocs de bois et est immense par rapport aux autres cartes alors existantes, mesurant 170 par 125 centimètres. Cette carte présente une palette de techniques à la fois issues des cartes marines et des cartes ptoléméennes et inclut de nombreux toponymes et vignettes. 
Olaus Magnus a majoritairement pris ses sources en Pologne et dans la Schondia de Jacob Ziegler, il s’est aussi inspiré des travaux de Ptolémée, de ceux de Claudius Clavus et du Globe de Gemma Frisius de 1537. La Carta Marina est un miroir de la politique nordique au Moyen-Âge tardif avec l'union de Kalmar, très instable, dans laquelle une Suède-Finlande tente de s'en extraire et un Danemark-Norvège tente de tout contrôler et maintenir en place.
Cette Carta Marina a connu un fort succès au XVIe siècle et a été unanimement acceptée comme la plus précise carte du Nord de cette époque. Sebastian Münster, Abraham Ortelius et Gérard Mercator se sont inspirés de cette carte. Il subsiste deux copies imprimées de la Carta Marina originale de Magnus, une conservée à la Bayerische Staatsbibliothek de Munich, l’autre à l’Université d’Uppsala. Les deux cartes présentent des différences mineures, la matrice de bois ayant certainement été retravaillée entre deux impressions. Une version issue de son livre d'Histoire des peuples du Nord a été imprimée par Antonio Lafreri à Rome en 1572. Cette Carta Marina et son Histoire des peuples du Nord sont une conciliation de science géographique sur le nord, d'érudition et d'adaptation, de légendes et fables et enfin d'un message politique.

## Source
- Frederick Wasser, « The Renaissance of the Goths in sixteenth-century Sweden; Johannes and Olaus Magnus as politicians and historians », History of European Ideas, vol. 17:2-3,‎ 1993, p.352-353 (DOI 10.1016/0191-6599(93)90314-G).
- Herman Richter, « Les origines de la Cartographie nationale en Scandinavie », Geografiska Annaler, 17, 1935, p. 654.
- (en) John Granlund et G. R. Crone, « The ‘Carta Marina’ of Olaus Magnus », Imago Mundi, no 8,‎ 1951, p.35–43 (lire en ligne).
- « Olaus Magnus », dans Louis-Gabriel Michaud, Biographie universelle ancienne et moderne : histoire par ordre alphabétique de la vie publique et privée de tous les hommes avec la collaboration de plus de 300 savants et littérateurs français ou étrangers, 2e édition, 1843-1865 [détail de l’édition]
- Pierre-Ange Salvadori, Le Nord de la Renaissance. La carte, l’humanisme suédois et la genèse de l’Arctique, Paris, Classiques Garnier, 2021.
- William R. Mead, « Scandinavian Renaissance Cartography », dans David Woodward, Cartography in the European Renaissance, vol. 3, part 2, Chicago, University of Chicago Press, coll. « The history of cartography », 2007, p.1781-1805.